# Tour der italienischen Rugby-Union-Nationalmannschaft nach Namibia 1991
| Tour der Italiener nach Namibia 1991 | Tour der Italiener nach Namibia 1991 | Tour der Italiener nach Namibia 1991 | Tour der Italiener nach Namibia 1991 | Tour der Italiener nach Namibia 1991 |
| Übersicht                            | S                                    | G                                    | U                                    | N                                    |
| ------------------------------------ | ------------------------------------ | ------------------------------------ | ------------------------------------ | ------------------------------------ |
| Test Matches                         | 2                                    | 0                                    | 0                                    | 2                                    |
| Sonstige Spiele                      | 3                                    | 3                                    | 0                                    | 0                                    |
| Gesamt                               | 5                                    | 3                                    | 0                                    | 2                                    |
|                                      |                                      |                                      |                                      |                                      |
| Namibia                              | 2                                    | 0                                    | 0                                    | 2                                    |

Die Tour der italienischen Rugby-Union-Nationalmannschaft nach Namibia 1991 umfasste eine Reihe von Freundschaftsspielen der italienischen Rugby-Union-Nationalmannschaft. Sie reiste im Juni 1991 durch Namibia, das im Jahr zuvor unabhängig geworden war. Während ihrer Tour, die als Vorbereitung auf die Weltmeisterschaft 1991 diente, bestritten die Italiener fünf Spiele. Darunter waren zwei Test Matches gegen die namibische Nationalmannschaft, die beide überraschend verloren gingen. Hinzu kamen drei Spiele gegen Auswahlteams, die alle von den Italienern gewonnen werden konnten.

## Spielplan
- Hintergrundfarbe grün = Sieg
- Hintergrundfarbe rot = Niederlage

(Test Matches sind grau unterlegt; Ergebnisse aus der Sicht Italiens)
| # | Datum         | Gegner        | Ort        | Stadion            | Ergebnis |
| - | ------------- | ------------- | ---------- | ------------------ | -------- |
| 1 | 08. Juni 1991 | Namibia B     | Windhoek   | South West Stadium | 18:15    |
| 2 | 11. Juni 1991 | Welwitschia   | Walvis Bay |                    | 67:6     |
| 3 | 15. Juni 1991 | Namibia       | Windhoek   | South West Stadium | 7:17     |
| 4 | 18. Juni 1991 | North Namibia | Tsumeb     |                    | 48:6     |
| 5 | 22. Juni 1991 | Namibia       | Windhoek   | South West Stadium | 19:33    |

## Test Matches
| 15. Juni 1991 | Namibia                                                              | 17 : 7         | Italien                                  | South West Stadium, Windhoek Schiedsrichter: Colin High (England) |
| 15. Juni 1991 | Versuche: Mans Snyman Stoop Erhöhungen: Coetzee Straftritte: Coetzee | (10:0) Bericht | Versuche: Vaccari Straftritte: Domínguez | South West Stadium, Windhoek Schiedsrichter: Colin High (England) |

Aufstellungen:
- Namibia: Willem Alberts, Barries Barnard, Basie Buitendag, Jaco Coetzee, Cassie Derks, Johan Deysel, Cornelius Goosen, Manie Grobler, Sarel Losper, Gerhard Mans , Eden Meyer, Henning Snyman, Andre Stoop, Arra van der Merwe, Andre van Rooyen
- Italien: Stefano Barba, Massimo Bonomi, Carlo Checchinato, Corrado Covi , Marcello Cuttitta, Massimo Cuttitta, Diego Domínguez, Roberto Favaro, Pierpaolo Pedroni, Francesco Pietrosanti, Giancarlo Pivetta, Franco Properzi-Curti, Roberto Saetti, Luigi Troiani, Paolo Vaccari 
 Auswechselspieler: Daniele Tebaldi, Gianni Zanon

| 22. Juni 1991 | Namibia                                                                       | 33 : 19        | Italien                                                        | South West Stadium, Windhoek Schiedsrichter: Colin High (England) |
| 22. Juni 1991 | Versuche: Alberts Mans Meyer Erhöhungen: Coetzee (3) Straftritte: Coetzee (5) | (18:7) Bericht | Versuche: Barba Croci Pietrosanti Vaccari Straftritte: Troiani | South West Stadium, Windhoek Schiedsrichter: Colin High (England) |

Aufstellungen:
- Namibia: Willem Alberts, Barries Barnard, Basie Buitendag, Jaco Coetzee, Cassie Derks, Johan Deysel, Cornelius Goosen, Manie Grobler, Sarel Losper, Gerhard Mans , Eden Meyer, Henning Snyman, Andre Stoop, Arra van der Merwe, Andre van Rooyen 
 Auswechselspieler: Pieter von Wielligh
- Italien: Stefano Barba, Massimo Bonomi, Stefano Bordon, Carlo Checchinato, Corrado Covi , Giambattista Croci, Massimo Cuttitta, Roberto Favaro, Fabio Gaetaniello, Massimo Giovanelli, Francesco Pietrosanti, Giancarlo Pivetta, Franco Properzi-Curti, Luigi Troiani, Paolo Vaccari 
 Auswechselspieler: Diego Domínguez, Roberto Saetti